# Gymnastikos Syllogos Ergotelīs
El Gymnastikos Syllogos Ergotelīs (grec: Γυμναστικός Σύλλογος «O Εργοτέλης» Ηρακλείου Κρήτης, Γ.Σ. Εργοτέλης, Gimnàstic Club Ergotelis Iràklio Creta) és un club poliesportiu de la ciutat d'Iràklio, Creta. La seva secció més destacada és la de futbol.
Va ser fundat el 1929 i els seus colors són el groc i el negre. El seu nom fa referència a l'antic corredor olímpic Ergotelis d'Hímera.

## Seccions

### Futbol
També disposa d'un equip femení de futbol anomenat Nees Ergoteli (grec: Νέες Εργοτέλη, Jove Ergotelis (♀)).
Palmarès
- Beta Ethniki (2a divisió)
  - 2001-02, 2007-08, 2017-18
- Gamma Ethniki (3a divisió)
  - 2016-17

### Basquetbol
La secció de basquetbol va ser fundada el 1968. El 1983 fou un dels fundadors de la Unió d'Associacions de Basquetbol de Creta. Juga al Lido Indoor Hall d'Heraklion.
Palmarès
- Lliga de Creta
  - 1969, 1970, 1971, 1974, 1976, 1977, 1979, 1982, 1985, 1990, 1992, 1994, 1997, 2002, 2010.
- Copa de Creta
  - 1983, 2010.